# Mats Pannewig
Mats Pannewig (Hamm, 28 ottobre 2004) è un calciatore tedesco, centrocampista del Bochum.

## Carriera
Pannewig è cresciuto nelle giovanili di Hammer 2008, Westfalia Rhynern, Schalke 04 ed infine Bochum, con cui ha firmato un contratto professionistico il 28 febbraio 2023; il 31 gennaio 2024 è stato ceduto in prestito al Wiedenbrück, club della quarta divisione tedesca, fino al giugno dello stesso anno; dopo aver segnato 4 reti in 11 presenze, nella stagione successiva è stato promosso in prima squadra al Bochum, con cui ha debuttato il 24 agosto nell'incontro di Bundesliga perso 1-0 contro il RB Lipsia.

## Statistiche

### Presenze e reti nei club
Statistiche aggiornate al 19 ottobre 2024
| Stagione        | Squadra         | Campionato      | Campionato | Campionato | Coppe nazionali | Coppe nazionali | Coppe nazionali | Coppe continentali | Coppe continentali | Coppe continentali | Altre coppe | Altre coppe | Altre coppe | Totale | Totale | Totale |
| Stagione        | Squadra         | Comp            | Pres       | Reti       | Comp            | Pres            | Reti            | Comp               | Pres               | Reti               | Comp        | Pres        | Reti        | Pres   | Reti   |        |
| --------------- | --------------- | --------------- | ---------- | ---------- | --------------- | --------------- | --------------- | ------------------ | ------------------ | ------------------ | ----------- | ----------- | ----------- | ------ | ------ | ------ |
| 2023-2024       | Wiedenbrück     | RL              | 11         | 4          | CG              | 0               | 0               | -                  | -                  | -                  | -           | -           | -           | 11     | 4      |        |
| 2024-2025       | Bochum          | BL              | 4          | 0          | CG              | 0               | 0               | -                  | -                  | -                  | -           | -           | -           | 4      | 0      |        |
| Totale carriera | Totale carriera | Totale carriera | 15         | 4          |                 | 0               | 0               |                    | -                  | -                  |             | -           | -           | 15     | 4      |        |